# Aphaenogaster makay
Aphaenogaster makay (лат.) — вид муравьёв рода Aphaenogaster из подсемейства Myrmicinae (Formicidae). Эндемик Мадагаскара.

## Этимология
Видовое название A. makay происходит от имени места обнаружения типовой серии (Makay Massif).

## Распространение и экология
Мадагаскар. Вид собран в галерейном лесу с бамбуком на песчаной почве в массиве Макай (Makay Massif). Бамбуковый лес располагался у подножия скал в истоках ручья каньона.

## Описание
Мелкие мирмициновые муравьи с удлинённой шеевидной затылочной частью головы, длина стройного тела около 5—7 мм, красновато-коричневого цвета, блестящие. Отличается следующими признаками: апикальный край бедра закругленный; волоски бедра многочисленные, тонкие и острые. Затылочная шея короткая, сужение шеи гладкое, костулы отсутствуют или слабо заметны, срединный дорсальный киль на перетяжке шеи отсутствует или слабо заметен. Проподеальные шипики короткие. Усики 12-члениковые, булава из 4 сегментов. Стебелёк между грудкой и брюшком состоит из двух члеников: петиолюса и постпетиолюса (последний четко отделен от брюшка). Вид был впервые описан в 2021 году венгерским мирмекологом Шандором Чёсом (Sandor Csősz; Institute of Ecology and Botany, Вацратот, Венгрия) и американским энтомологом Брайаном Фишером (Brian Lee Fisher; California Academy of Sciences, Сан-Франциско, США). Включён в состав видовой группы Aphaenogaster swammerdami.